# Christian Ulrich

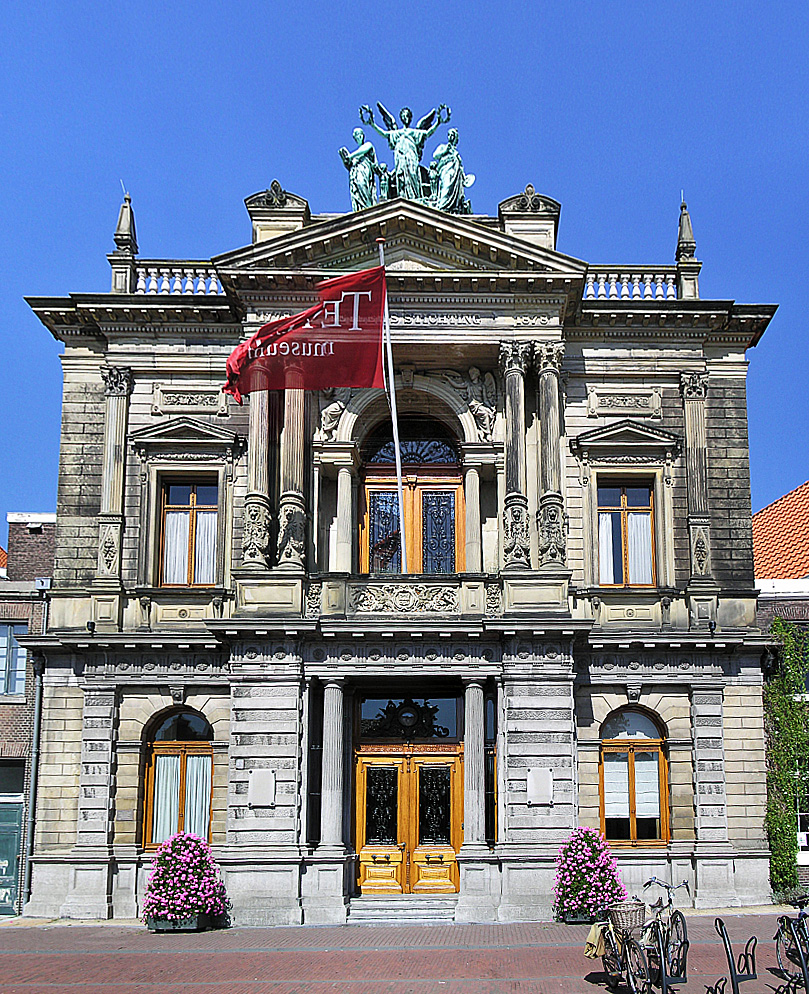
Teylers Museum in Haarlem (1878)

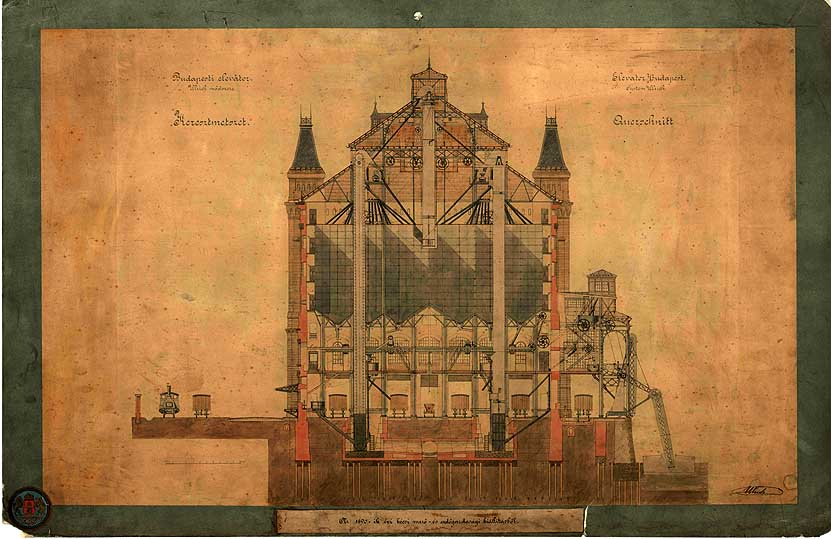
Getreideaufzug in Budapest (Plan von 1880)

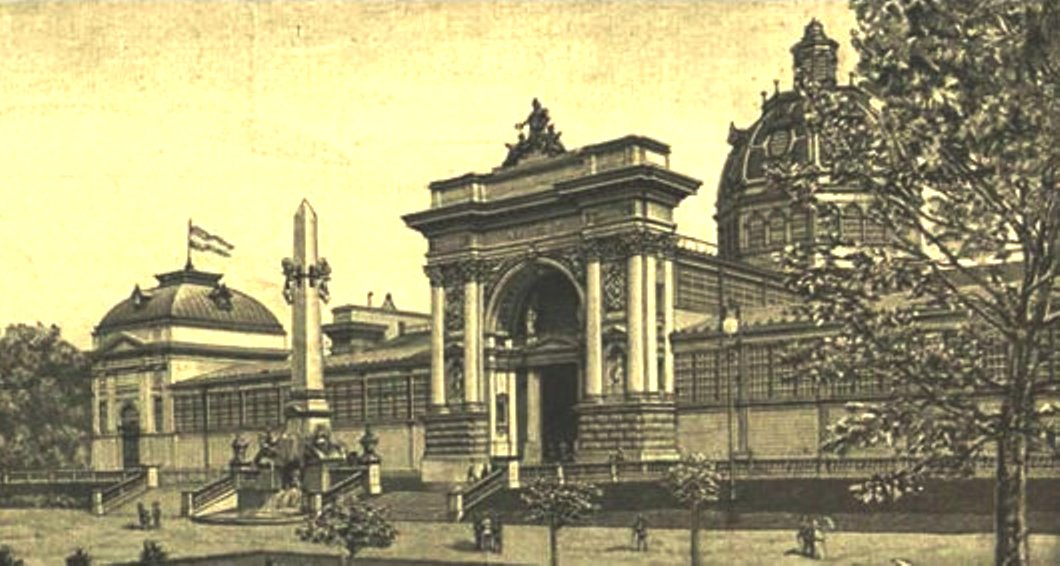
Industriepalast in Budapest (1885)

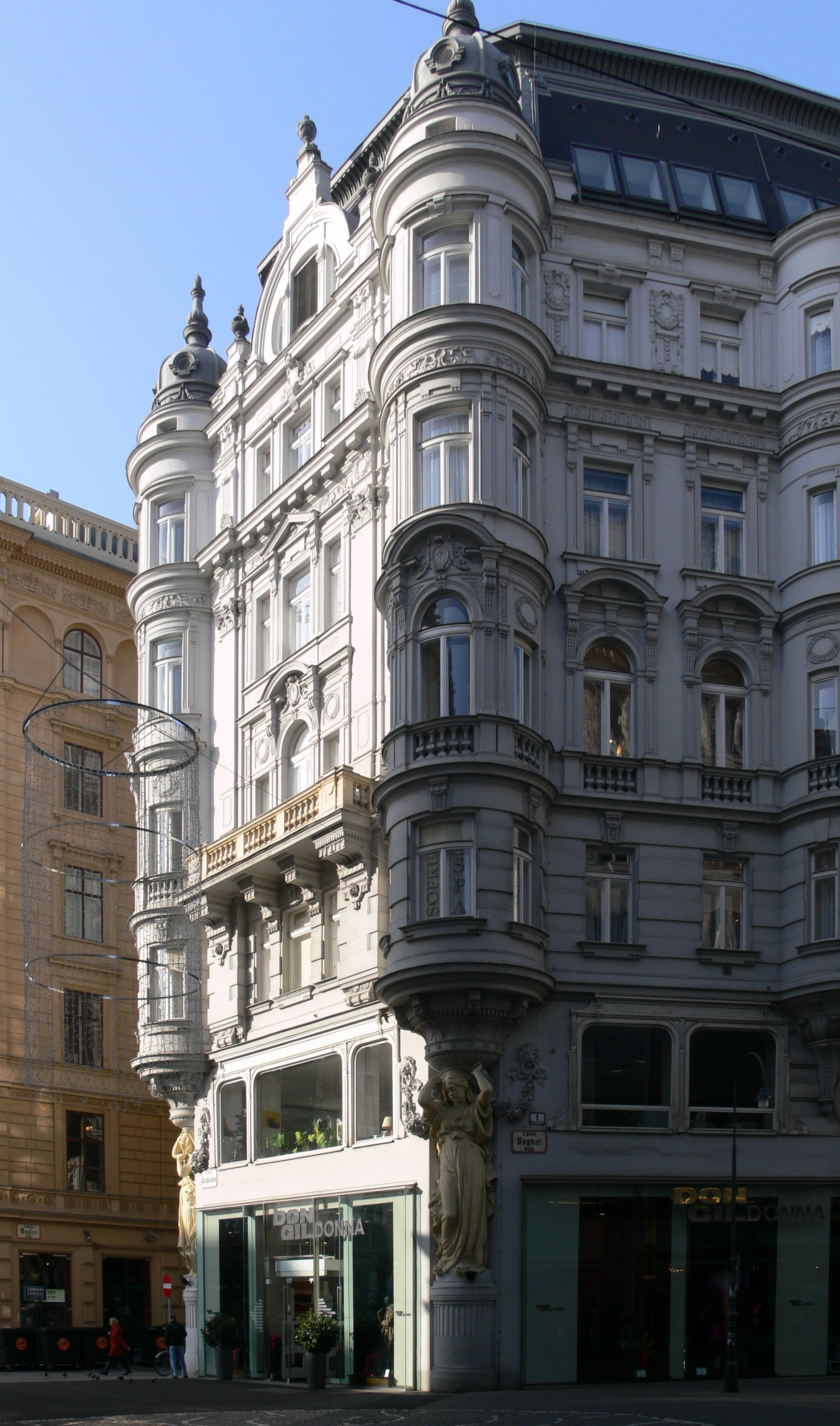
Haus Tuchlauben 1, Wien 1 (1901)

Christian Ulrich (* 27. April 1836 in Wien; † 22. Januar 1909 ebenda) war ein österreichisch-ungarischer Architekt und Ingenieur.

## Leben
Christian Ulrich war der Sohn eines Spiegelfabrikanten. Nach der Bürgerschule besuchte er das Polytechnikum und studierte 1855 Astronomie an der Universität Wien. Es folgte der Besuch des Polytechnikums in Karlsruhe, ehe er um 1860 an der Akademie der Bildenden Künste Wien bei Carl Roesner, Eduard van der Nüll und August Sicard von Sicardsburg studierte. Studienreisen führten ihn nach Frankreich, Belgien und Italien. Etwa von 1865 bis 1885 war Ulrich dann in Wien als Architekt tätig, wobei er 1879–1885 mit Wilhelm von Flattich zusammenarbeitete. Daneben führte er ab 1868 die elterliche Spiegelfabrik.
In den Jahren 1885 bis 1892 war Ulrich äußerst erfolgreich in Ungarn tätig, sodass er auch die ungarische Staatsbürgerschaft annahm und in Budapest wohnte. In Anerkennung seiner dortigen Tätigkeit wurde er mit dem kaiserlichen Franz-Joseph-Orden ausgezeichnet.
Ab 1892 war Ulrich wieder in Wien als Architekt tätig. 1896 wurde er als Professor an die Technische Hochschule berufen, wo er den Lehrstuhl für Utilitäts- und Eisenbahnhochbau bis 1907 bekleidete. 1899–1900 war er auch Rektor der Hochschule. 1905 heiratete Ulrich noch im höheren Alter, seine Ehe blieb kinderlos.

## Werk
Die besondere Leistung Ulrichs liegt in seiner Verbindung von Architektur mit der Ingenieurskunst. Die bedeutendsten Leistungen auf diesem Gebiet schuf Ulrich in Budapest, wo er im Rahmen der Landesausstellung etwa die Glas-Eisenkonstruktion des großen Industriepalastes oder zuvor den Getreideaufzug errichtete. Für letzteren hatte er das sogenannte System Ulrich erfunden und sich patentieren lassen, eine technische Pionierleistung.
Besonders in den späten Wiener Jahren errichtete Ulrich aber auch repräsentative Wohnhäuser und Bankbauten im neobarocken Stil. Durch seine Lehrtätigkeit an der Technischen Hochschule hatte Ulrich auch Einfluss auf die kommende Generation von Bauingenieuren und Architekten.
- Parlamentsgebäude, Bukarest (1878)
- Teylers Museum, Haarlem (1878)
- diverse Bankgebäude und Privatbauten in Wien (1879–1885), zusammen mit Wilhelm von Flattich
- Getreide-Aufzug, Budapest (1883), 1948 zerstört
- Industriepalast der Landesausstellung, Budapest (1885), 1947 zerstört
- Bosnischer Pavillon, Landesausstellung Budapest (1885)
- Palais Ostffy, Erzsébet körút 28, Budapest (1885)
- diverse Lagerhäuser und Industrieanlagen in Ungarn und Oberitalien (1885–1892)
- Escompte-Bank, Fővám tér 13-15, Budapest (1887)
- Handelsministerium, Budapest (um 1890)
- Palais Torda, ehemals Franzensring, Budapest (um 1890)
- Wohnhaus Ulrich, ehemals Zollamtsring, Budapest (um 1890)
- Schloß in Kunhalom (um 1890)
- Palais des Wiener kaufmännischen Vereins, Johannesgasse 4, Wien 1 (1892–1893) 1. Preis, zusammen mit Rudolf Dick
- Miethaus, Westbahnstraße 5, Wien 7 (1894) (Ausführung Moritz und Josef Sturany)
- Aufstockung des Hauptgebäudes der Technischen Hochschule, Karlsplatz 12-13, Wien 4 (1898) zusammen mit Karl Mayreder
- Miethaus, Tuchlauben 1 / Naglergasse 2, Wien 1 (1901)
- Wohn- u. Geschäftshaus, Seidengasse 13 (Zieglergasse 26A), Wien 7 (1903)
- Elektrotechnisches Institut der Technischen Hochschule Wien, Gusshausstraße 25, Wien 4 (1902–1904) zusammen mit Carl Hochenegg

Außerdem führte Ulrich zahlreiche Inneneinrichtungen und die Ausstattung von Hof-Salonwaggons für die Eisenbahn durch.